# Piggeldy und Frederick
Piggeldy und Frederick ist eine Legetrickfilm-Serie in der ARD-Kindersendung Unser Sandmännchen mit den beiden gleichnamigen Schweinen in den Hauptrollen.

## Geschichte
Die Idee zu der Serie unterbreitete Elke Loewe dem NDR in einem Brief vom 13. Mai 1971. Die Erstausstrahlung fand im Februar 1973 im Rahmen des vom SFB für die ARD produzierten Sandmännchen statt. Noch heute wird die Serie von Zeit zu Zeit in Unser Sandmännchen sowie in der Sendung mit der Maus wiederholt.
Die Geschichten zu den jeweils dreiminütigen Episoden wurden von Elke Loewe geschrieben, ihr Mann Dietrich Loewe (1930–1998) übernahm Gestaltung und Animation der Trickfilme. Vorbilder waren die beiden Söhne der Loewes, die damals 13 bzw. 3 Jahre alt waren. Synchronisiert wurde die Serie von Gottfried Kramer, er sprach beide Schweine sowie den Erzähler. Von der ersten Folge an, die im Februar 1973 im ARD-Sandmännchen ausgestrahlt wurde, bis 1985 wurden über 100 Folgen gesendet. Anfang der 1990er Jahre begann man erneut mit der Produktion von acht weiteren Folgen. Durch den Tod von Gottfried Kramer und Dietrich Loewe wurde die Produktion von Piggeldy und Frederick jedoch endgültig eingestellt. Bis heute gehört Piggeldy und Frederick zu den beliebtesten und bekanntesten Serien des damaligen West-Sandmännchens.

## Inhalt
Piggeldy verkörpert in den Episoden das lernbegierige kleine Schwein, das seinen großen Bruder Frederick mit Fragen löchert. Zu Beginn jeder Folge stellt Piggeldy eine ganz konkrete Frage. Die Antwort Fredericks lautet dann jedes Mal: „Nichts leichter als das, komm mit.“ Daraufhin setzen sich die beiden Hausschweine in Bewegung, Frederick stellt Piggeldys Geduld zunächst durch einen langen Weg auf die Probe („Und sie gingen und gingen und gingen“). Dann versucht Frederick mit mehr oder weniger großem Erfolg, Piggeldys Frage und seine Nachfragen zu beantworten. Der Erzähler beendet jede Kurzgeschichte mit dem Satz: „Und Piggeldy ging mit Frederick nach Hause“.

## Staffeln und Episoden
Bis 1994 liefen in 12 Staffeln nach unterschiedlichen Angaben zwischen 121 und 140 Folgen im Fernsehen.

### Staffel 1
- Episode 1.1:0 Reise nach Schweinebrück
- Episode 1.2:0 Langeweile
- Episode 1.3:0 Aufräumen
- Episode 1.4:0 Geduld
- Episode 1.5:0 Wanderdüne
- Episode 1.6:0 Unkraut
- Episode 1.7:0 Die Wiese
- Episode 1.8:0 Gelb
- Episode 1.9:0 Feuer
- Episode 1.10: Die Blume
- Episode 1.11: Das Schaf
- Episode 1.12: Der Nebel
- Episode 1.13: Der Apfel
- Episode 1.14: Stille
- Episode 1.15: Arm
- Episode 1.16: Der Brief
- Episode 1.17: Der Geburtstag
- Episode 1.18: Der Wind
- Episode 1.19: Die Maschine
- Episode 1.20: Gesang

### Staffel 2
- Episode 2.1:0 Beim Malen / Achterbahnfahren / Beim Fußballspiel / Der Mond / Die Dressur / Das Seiltanzen
- Episode 2.2:0 Der Regenschirm / Der Stuhl / Das Klavier / Die Treppe / Die Sterne / Das Kahnfahren
- Episode 2.3:0 Das Lesen / Das Wandern / Autofahren / Fliegen lernen / Der Himmel / Das Lachen
- Episode 2.4:0 Der Elefant / Der Vogel / Badewanne / Schnell / Katze / Gemeinheit
- Episode 2.5:0 Karton / Faulheit / Perücke / Unendlichkeit / Das Loch / Streiten
- Episode 2.6:0 Gewitter / Haus / Schnee / Schlittschuhlaufen / Rodeln / Der Schimmel
- Episode 2.7:0 Tiere im Winter / Natur / Frühling / Sommer / Sprichwörter / Ostern
- Episode 2.8:0 Schmetterling / Spielen / Vergessen / Der Regenbogen / Das Fernweh / Der Regen
- Episode 2.9:0 Die Biene / Das Meer / Der Esel / Die Gitarre / Das Überschallflugzeug / Reise nach Schweinebrück
- Episode 2.10: Langeweile / Aufräumen / Geduld / Wanderdüne / Unkraut / Wiese
- Episode 2.11: Gelb / Feuer / Blume / Das Schaf / Der Nebel / Der Apfel
- Episode 2.12: Stille / Arm / Der Brief / Der Geburtstag / Der Wind / Die Maschine / Gesang[4]

## Medien
Die Geschichten wurden in mehreren Büchern, als Hörbücher und auf DVD veröffentlicht.
- Elke Loewe: Die schönsten Geschichten von Piggeldy und Frederick. Frage und Antwortgeschichten. Ravensburger Buchverlag, Ravensburg 2008, ISBN 978-3-473-32371-5